# Chi (rivista)

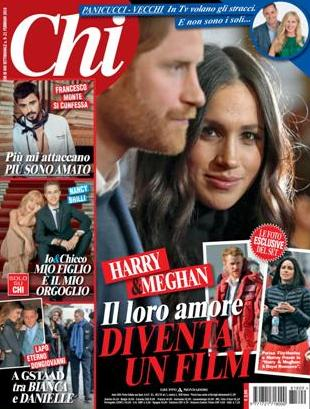
Copertina della rivista Chi, 21 febbraio 2018, Arnoldo Mondadori Editore, Gruppo Mondadori

Chi è un settimanale italiano del gruppo Mondadori diretto da Massimo Borgnis.
La rivista, che si rivolge ad una fascia di pubblico prevalentemente femminile, è specializzata nella cronaca rosa e nel gossip su personaggi famosi. Non mancano spazi dedicati alla moda, alla salute e alle notizie principali della settimana.

## Storia
Chi è apparso per la prima volta in edicola il 3 marzo 1995 sotto la direzione di Silvana Giacobini.
La rivista è la continuazione di un precedente settimanale della stessa editrice, Noi, creato dall'ex direttore di TV Sorrisi e Canzoni Gigi Vesigna come familiare popolare e lasciato alla vicedirezione di Alfredo Rossi fino al cambio di testata e di formula. Questa "primogenitura" è presente in copertina dove, accanto alla grande scritta CHI, compare in verticale la continuazione della testata: di Noi. La testata completa infatti è Chi di noi.
Nel giugno 2005 Silvana Giacobini lascia la direzione e al suo posto viene nominato Umberto Brindani. Dall'ottobre 2006 al marzo 2023 il direttore è stato Alfonso Signorini, già condirettore e direttore di TV Sorrisi e Canzoni.
L'editore del settimanale è Arnoldo Mondadori Editore. La compagnia è guidata da Marina Berlusconi, la figlia maggiore di Silvio Berlusconi. Il primo numero è uscito con una foliazione di 148 pagine (38 di pubblicità), un prezzo di copertina di 1 000 lire e una campagna promozionale da 6 miliardi.
Nel novembre 2014 è stata lanciata la versione digitale del settimanale
Dal 2016  Chi organizza il Summer Tour: un evento che si svolge in estate, nelle località balneari italiane che vede come ospiti noti personaggi italiani.
Nel 2017 Chi si è rinnovato, rinforzando i contenuti dedicati a moda e bellezza, introducendo la nuova sezione "In Stile Chi" e nuove rubriche tra cui "Wellness" e "Cucina" consultabili tramite la app di realtà aumentata.

## Diffusione

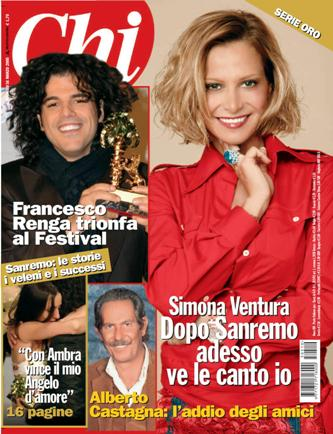
Copertina della rivista Chi, 2005, Arnoldo Mondadori Editore, Gruppo Mondadori

- 2000: 500 000 copie
- 2004: 524 482 copie
- 2005: 540 000 copie
- 2007: 503 984 copie
- 2010: 403 599 copie
- 2020: 1 524 242 copie[6]

## Direttori responsabili
- Silvana Giacobini (1995-2005)
- Umberto Brindani (2005-2006)
- Alfonso Signorini (2006-2023)
- Massimo Borgnis (2023-attualmente)

## Direttori editoriali
- Alfonso Signorini (dal 2023)

## Firme
- Maurizio Costanzo
- Gabriele Parpiglia
- Branko
- Antonella Ferrari
- Patrizia De Tomasi
- Valerio Palmieri
- Carola Uber
- Giulia Cerasoli
- Angelo Perrone
- Monica Mainardi
- Valentina Martino
- Azzurra Della Penna
- Angelo Sica
- Alessandra Pappalardo
- Carmen Pugliese
- Maria Giulia Comolli
- Nicoletta Sipos